# Leutschach an der Weinstraße
Leutschach an der Weinstraße osztrák község Stájerország Leibnitzi járásában. 2017 januárjában 3735 lakosa volt. 

## Elhelyezkedése

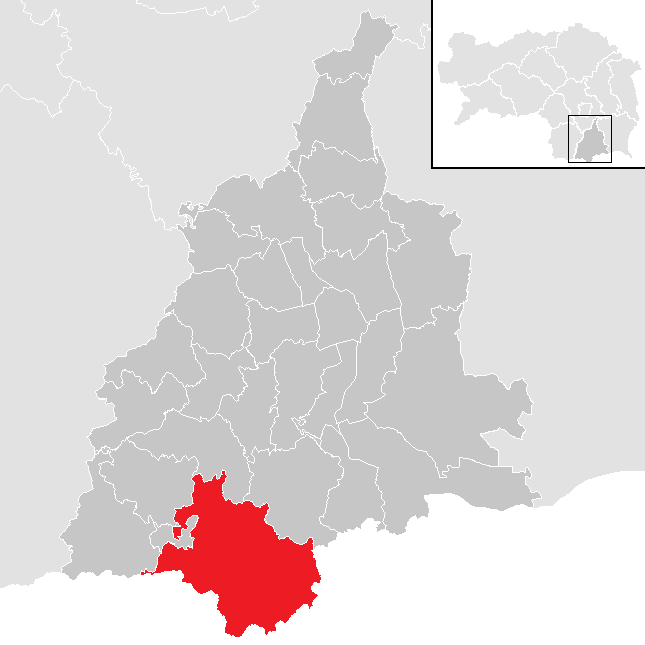
Leutschach an der Weinstraße a Leibnitzi járásban

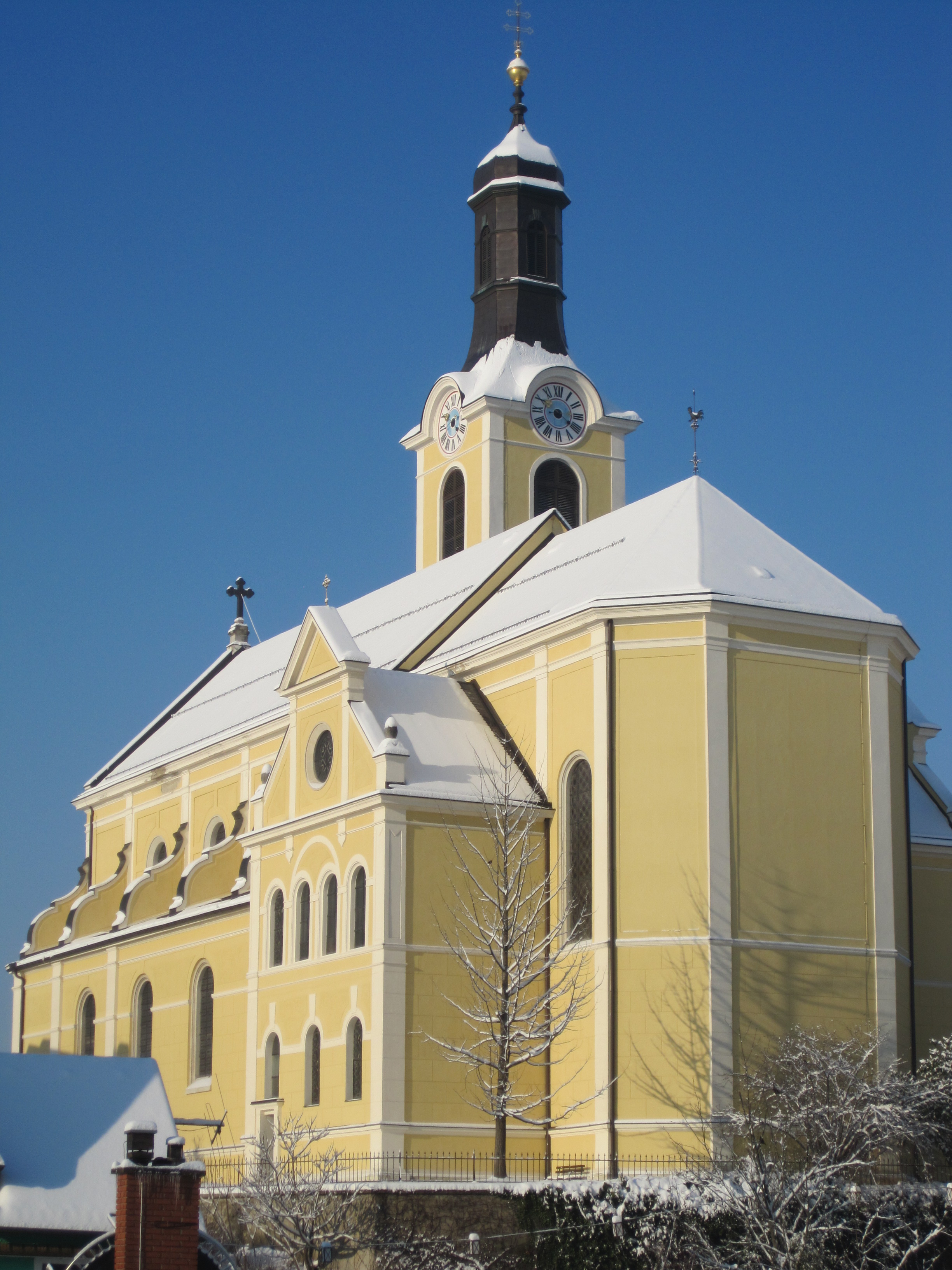
A Szt. Miklós-templom

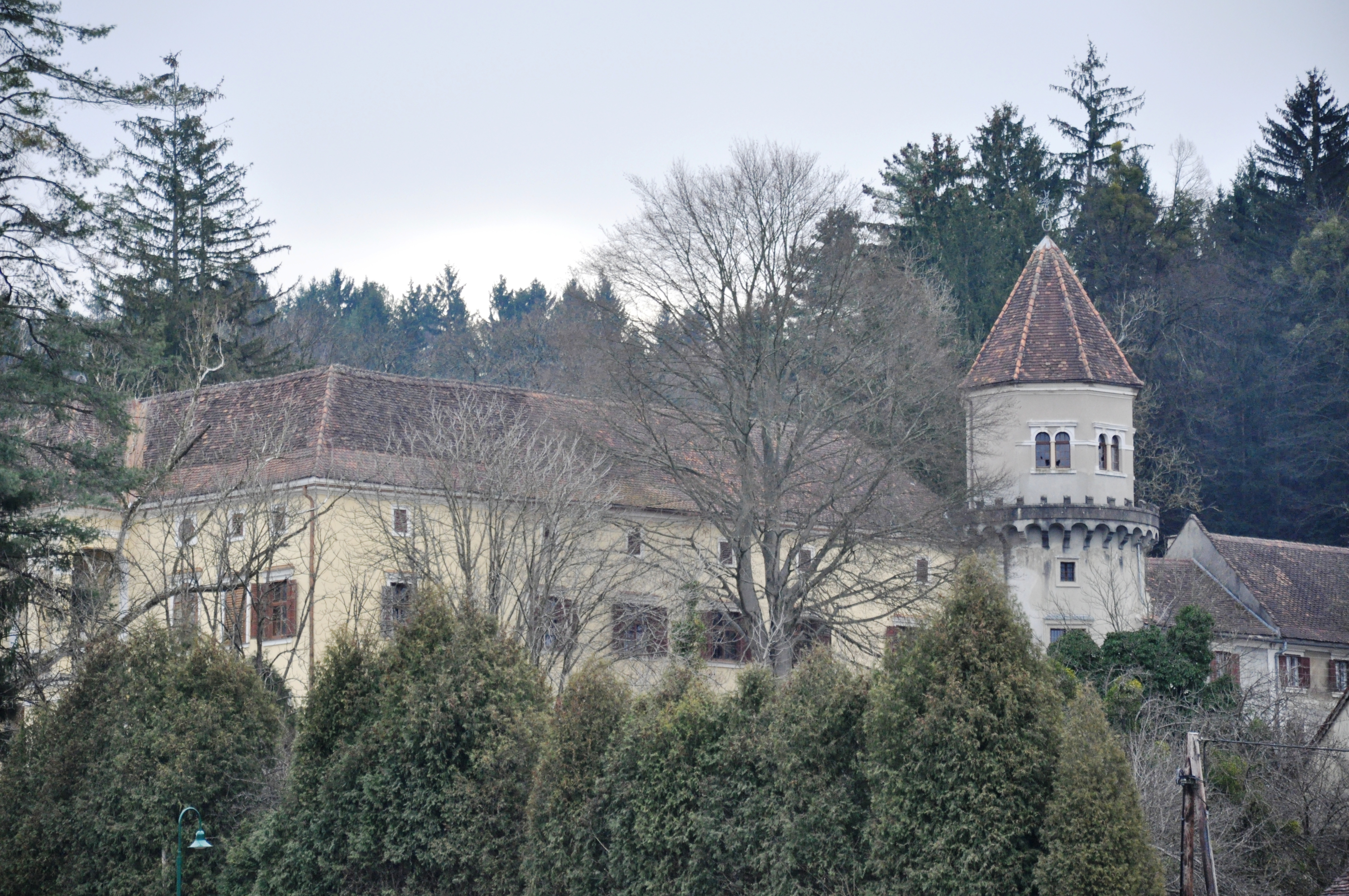
A Trautenburg-kastély

Leutschach an der Weinstraße Stájerország déli részén fekszik (itt található a tartomány legdélebbi pontja), a Nyugat-Stájerország régióban, közvetlenül a szlovén határ mentén. Leutschach a délstájer borút borvidékének része. Az önkormányzat 10 falut fog össze (valamennyit saját katasztrális községében): Eichberg-Trautenburg (579 lakos), Fötschach (623), Glanz (190), Großwalz (129), Kranach (191), Langegg (96), Leutschach (551), Pößnitz (477), Remschnigg (248), Schloßberg (651).
A környező települések: nyugatra Oberhaag, északnyugatra Arnfels és Sankt Johann im Saggautal, északra Großklein, északkeletre Gamlitz, keletre Kungota (Szlovénia), délkeletre Maribor (Szlovénia), délre Selnica ob Dravi (Szlovénia), délnyugatra Podvelka (Szlovénia).  

## Története
A Leutschach közelében talált római sír arról tanúskodik, hogy a Pößnitz-völgy már az ókorban is lakott volt.
A település nevét először 1250-ben említik "Liubschach" formában. Ekkor már önálló egyházközség volt, (korábban Leibnitz plébániájához tartozott). Szent Miklósnak szentelt temploma 1200 körül már állhatott. 1458-ban III. Frigyes császár mezővárosi és ítélkezési jogokat adományozott Leutschachnak. Az egyházközség 1786-ban átkerült a salzburgi érsekségtől a Graz-Seckaui püspökséghez.
Az első világháború után Alsó-Stájerország Jugoszláviához került és Leutschach (a régió többi településével együtt) a határ mentén találta magát, elvágva korábbi kereskedelmi partnereitől. A második világháború után a kommunista Jugoszlávia határán feküdt, bár itt soha nem volt a magyar vagy a csehszlovák határhoz hasonló vasfüggöny.
Az önkormányzat 1850-ben alakult és területe nagyjából megegyezett a maival. 1882-ben felosztották Leutschach, Glanz, Schloßberg és Eichberg-Trautenburg községekre, illetve mezővárosra. A 2015-ös stájerországi közigazgatási reform során a négy községet újra egyesítették.  

## Lakosság
A Leutschach an der Weinstraße-i önkormányzat területén 2017 januárjában 3735 fő élt. A lakosság 1951 óta (akkor 5568 lakos) folyamatosan csökken. 2014-ben a helybeliek 96,9%-a volt osztrák állampolgár; a külföldiek közül 1,1% a régi (2004 előtti), 1,4% az új EU-tagállamokból érkezett. A munkanélküliség 2,1%-os volt.  

## Látnivalók

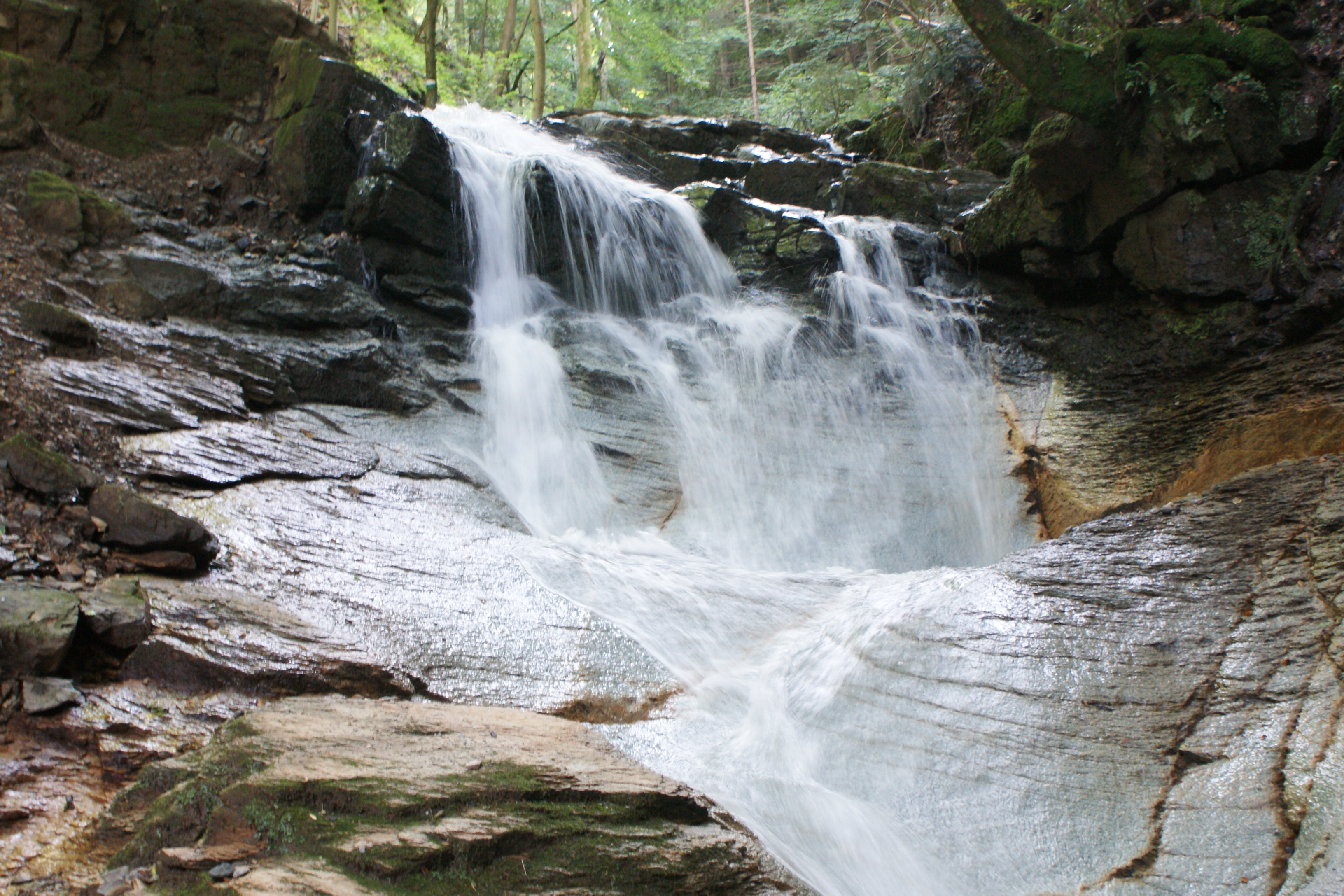
Vízesés a Szentlélek-szurdokban

- a leutschachi Szt. Miklós-plébániatemplom
- az 1700 körül épült Kniely-ház, ma kultúrcentrum
- a Szentlélek-szurdok (Heiligengeistklamm) kedvelt kirándulóhely
- a szlovén határon fekvő Szentlélek-templom
- a schloßbergi Tautenburg-kastély
- a schloßbergi Szűz Mária-kápolna
- Schmirnberg várának romjai

## Fordítás
- Ez a szócikk részben vagy egészben  a   Leutschach an der Weinstraße című német Wikipédia-szócikk ezen változatának fordításán alapul.  Az eredeti cikk szerkesztőit annak laptörténete sorolja fel. Ez a jelzés csupán a megfogalmazás eredetét és a szerzői jogokat jelzi, nem szolgál a cikkben szereplő információk forrásmegjelöléseként.